# Résolution 329 du Conseil de sécurité des Nations unies
Membres permanents
- Chine
- États-Unis
- France
- Royaume-Uni
- URSS

Membres non permanents
- Australie
- Autriche
- Guinée
- Indonésie
- Inde
- Kenya
- Panama
- Pérou
- Soudan
- Yougoslavie

Résolution no 328 Résolution no 330
La résolution 329 du Conseil de sécurité des Nations unies est adoptée à l'unanimité lors de la 1 694e séance du Conseil de sécurité des Nations unies le 10 mars 1973, a rappelé sa demande de faire de l'assistance à la Zambie une priorité après qu'elle a risqué de nuire à son économie pour faire respecter la résolution 327 contre la Rhodésie et a lancé un appel à tous les États pour qu'ils apportent une assistance technique, financière et matérielle immédiate. Le Conseil a demandé au secrétaire général de coordonner toutes les agences des Nations unies pour aider la Zambie et a demandé au Conseil économique et social d'examiner périodiquement la question de l'assistance économique à la Zambie.

### Sources
- (en) Cet article est partiellement ou en totalité issu de l’article de Wikipédia en anglais intitulé « United Nations Security Council Resolution 329 » (voir la liste des auteurs).

### Texte
- Résolution 329 sur fr.wikisource.org
- Résolution 329 sur en.wikisource.org